# Wereldtentoonstelling van 1906
De Wereldtentoonstelling van 1906 werd gehouden in Milaan onder de naam Esposizione Internazionale del Sempione. Het Bureau International des Expositions heeft de tentoonstelling achteraf erkend als de 16e universele wereldtentoonstelling.
De tentoonstelling werd gehouden in het kader van de opening van de Simplontunnel (Sempione) en daarmee de spoorverbinding tussen Parijs en Milaan.
Het accent lag in de verschillende paviljoens op de ontwikkeling van spoorwegen. Ook België exposeerde locomotieven van John Cockerill en elektrische trams van de Société Nationale des Chemins de fer Vicinaux. Maar Italië had ook de primeur van La Pavoni, de eerste commerciële espressomachine.